# Leontocefalo
Il leontocefalo, noto anche come Servo di Mitra, visto il collegamento con il dio, veniva rappresentato con una testa di leone e corpo di uomo, avvolto da un serpente e alato. Era stato creato dallo stesso dio Mitra. Aveva il compito di custodire l'immortalità di Mitra e di sovrintendere al movimento delle stelle e delle fasi dello zodiaco. Per di più era in relazione al percorso d’iniziazione dei Misteri mitriaci. Inoltre questo mostro era invulnerabile e immortale.  
I suoi simboli, oltre al serpente, che rappresenta il Sole, e le quattro ali, sono due chiavi, che tiene in mano, con riferimento al Sole che nel suo corso apre e chiude le porte del cielo; altri attributi frequenti sono lo scettro, simbolo di signoria che il tempo esercita su tutte le cose, e così il globo, il cratere, l’altare. È associato al tempo.

## Luogo di nascita e interpretazioni postume
Nonostante l'origine induista di Mitra, la mostruosa creatura ha origine in Persia, legato a Mitra, ma insieme al dio arrivò anche nella mitologia ellenica e romana. 
Nel XVII secolo è stata ritenuta una divinità egiziana per l’aspetto teriomorfo, ma la sua figura mostruosa è stata definitivamente riconosciuta come mitriaca dall’opera antesignana dello studioso di storia delle religioni belga Franz Cumont. 

## Letteratura moderna
Il leontocefalo è stato citato nel libro: Le sfide di Apollo - la torre di Nerone di Rick Riordan.